# Coupe des clubs champions européens féminine de handball 1990-1991
Navigation
Coupe des clubs champions 1989-1990 Coupe des clubs champions 1991-1992
La Coupe des clubs champions européens féminin de handball 1990–1991 est la 31e édition de la plus grande compétition européenne des clubs féminins de handball, organisée par l’IHF. Elle s'est tenue du 21 septembre 1990 au 11 mai 1991. 
Le club ouest-allemand du TV Lützellinden remporte son premier titre en s'imposant en finale face club autrichien de l'Hypo Niederösterreich, double tenant du titre.

## Participants
Vingt-sept clubs issus de vingt-six fédérations participent à la compétition car l'Autriche a deux représentants : l'Hypo Niederösterreich, tenant du titre, et le WAT Fünfhaus, vice-champion d'Autriche.

## Résultats

### Tour préliminaire
| Équipe 1              | Score   | Équipe 2             | Aller | Retour |
| --------------------- | ------- | -------------------- | ----- | ------ |
| Arçelik SK            | 38 – 59 | Budućnost Titograd   | 23-21 | 15-38  |
| PF Cassano Magnago    | 62 – 29 | Hapoël Petah Tikva   | 26-17 | 36-12  |
| Stockholmspolisens IF | 36 – 42 | Fram Reykjavik       | 18-16 | 18-26  |
| AIFK Turku            | 23 – 59 | GOG Gudme            | 13-26 | 10-33  |
| Vlug en Lenig         | 43 – 16 | HC Berchem           | 24-6  | 19-10  |
| ASPTT Metz            | 41 – 38 | HK Slovan Duslo Šaľa | 21-16 | 20-22  |
| Iber Valencia         | 41 – 27 | Benfica Lisbonne     | 27-8  | 14-19  |
| Építők Budapest       | 49 – 35 | WAT Fünfhaus         | 28-15 | 21-20  |
| AZS Wrocław           | 43 – 39 | Empor Rostock        | 23-18 | 20-21  |

### Huitièmes de finale
| Équipe 1           | Score   | Équipe 2                 | Aller | Retour |
| ------------------ | ------- | ------------------------ | ----- | ------ |
| Enosi Véria        | 22 – 69 | TV Lützellinden          | 10-38 | 12-31  |
| PF Cassano Magnago | 34 – 53 | Budućnost Titograd       | 18-25 | 16-28  |
| Byåsen Trondheim   | 57 – 31 | Fram Reykjavik           | 34-16 | 23-15  |
| GOG Gudme          | .. – .. | Rostelmash Rostov        | 23-29 | ..-..  |
| ASPTT Metz         | 41 – 39 | Vlug en Lenig            | 27-22 | 14-17  |
| Építők Budapest    | 37 – 34 | Iber Valencia            | 25-16 | 12-18  |
| LC Brühl St-Gall   | 38 – 42 | AZS Wrocław              | 19-22 | 19-20  |
| Hypobank Vienne    | 42 – 39 | Chimistul Râmnicu Vâlcea | 23-15 | 19-24  |

### Quarts de finale
| Équipe 1          | Score   | Équipe 2           | Aller | Retour |
| ----------------- | ------- | ------------------ | ----- | ------ |
| TV Lützellinden   | 59 – 48 | Budućnost Titograd | 26-23 | 33-25  |
| Rostelmash Rostov | 43 – 40 | Byåsen Trondheim   | 28-22 | 15-18  |
| ASPTT Metz        | 28 – 35 | Építők Budapest    | 15-18 | 13-17  |
| AZS Wrocław       | 38 – 45 | Hypobank Vienne    | 21-25 | 17-20  |

### Demi-finales
| Équipe 1          | Score    | Équipe 2        | Aller | Retour |
| ----------------- | -------- | --------------- | ----- | ------ |
| Rostelmash Rostov | 39 – 39E | TV Lützellinden | 22-19 | 17-20  |
| Építők Budapest   | 38 – 48  | Hypobank Vienne | 22-24 | 16-24  |

### Finale
| Équipe 1        | Score   | Équipe 2        | Aller | Retour |
| --------------- | ------- | --------------- | ----- | ------ |
| TV Lützellinden | 43 – 40 | Hypobank Vienne | 21-15 | 22-25  |

## Les championnes d'Europe
| Champion d'Europe - Coupe des clubs champions féminine 1990–1991 TV Lützellinden 1er titre |

L'effectif de l'TV Lützellinden était notamment composé de, :
- Petra Boueke
- Dragica Đurić (en) (GB)
- Manuela Fiebag
- Éva Gál-Mózsi
- Elke Jahn
- Anja Jarosch
- Katja Kittler
- Meike Neitsch (de)
- Nicole Schwarz
- Liliana Topea (en)
- Birgit Wagner (de)
- Dorthe Wiedenhöft (GB)
- Renate Wolf (de)
- Dagmar Zöllner

Entraîneur
- Jürgen Gerlach (de)